# Oenothera pseudoelongata
Oenothera pseudoelongata är en dunörtsväxtart som beskrevs av W. Dietrich. Oenothera pseudoelongata ingår i släktet nattljussläktet, och familjen dunörtsväxter. Inga underarter finns listade i Catalogue of Life.